# Harbeck-Fruitdale
Harbeck-Fruitdale es un lugar designado por el censo ubicado en el condado de Josephine en el estado estadounidense de Oregón. En el año 2000 tenía una población de 3,780 habitantes y una densidad poblacional de 920.9 personas por km².

## Geografía
Harbeck-Fruitdale se encuentra ubicado en las coordenadas 42°25′5″N 123°19′7″O / 42.41806, -123.31861.

## Demografía
Según la Oficina del Censo en 2000 los ingresos medios por hogar en la localidad eran de $29,821 y los ingresos medios por familia eran $35,112. Los hombres tenían unos ingresos medios de $32,875 frente a los $21,193 para las mujeres. La renta per cápita para la localidad era de $14,535. Alrededor del 19.2% de la población estaban por debajo del umbral de pobreza.